# جامعة الريان
جامعة الريان، جامعة يمنية في مدينة المكلا في محافظة حضرموت تأسست في 2009 وتحتوي 5 كليات 

## تاريخ
أنشئت خلال العام الجامعي 2009م – 2010م بقرار وزاري رقم 192 لعام 2010م تحت مسمى كلية الريان للعلوم الإنسانية والتطبيقية واستمرت في ممارسة نشاطها ككلية جامعية حتى تخرجت منها الدفعة الأولى. وعددهم 35طالباً في العام الجامعي 2012 – 2013م وفي يوم الاثنين 2/6/2014م صدر القرار الوزاري رقم 509 لسنة 2014م بتحويل كلية الريان للعلوم الإنسانية والتطبيقية إلى جامعة الريان.

## أقسامها
تضم أربع كليات تمنح شهادة البكالوريوس في التخصصات التالية :
كلية الهندسة وتقنية المعلومات:
1. تكنولوجيا المعلومات
2. شبكات الحاسوب.
3. الهندسة المدنية.

كلية الشريعة:
1. القرآن وعلومه.
2. الفقه وأصوله.

كلية العلوم الإدارية والمالية:
1. المحاسبة.
2. إدارة الأعمال.
3. التمويل والمصارف.
4. نظم المعلومات الإدارية.
5. التسويق.
6. الاقتصاد الإسلامي.

كلية الآداب والعلوم الإنسانية:
1. الدراسات الإسلامية.
2. اللغة العربية.
3. اللغة الإنجليزية والترجمة.

كما تضم كلية للدراسات العليا والتي تمنح درجة الماجستير في التخصصات التالية:
1. تقنية المعلومات.
2. المحاسبة.
3. إدارة الأعمال.
4. اللغة الإنجليزية.

إضافة إلى مركز لخدمة المجتمع ويمنح شهادة الدبلوم بعد الثانوية في التخصصات التالية:
1. شبكات الحاسوب.
2. برامج الحاسب الآلي وتقنية المعلومات.
3. إدارة أعمال.
4. التمويل والمصارف.
5. اللغة الإنجليزية.